# Александровка (Лужский район)
Алекса́ндровка — деревня в составе Скребловского сельского поселения Лужского муниципального района Ленинградской области России.

## История
Ранее, недалеко от деревни располагались две, ныне несуществующие курганные группы из 38 и 7 насыпей.

### Российская Империя
В первой половине XIX века Александровка, как и соседние деревни Жглино и Ретюнь, принадлежала выходцу из Польши генерал-майору путей сообщения Михаилу Павловичу Сакеру (1781—1855), поэтому носила второе название Польская. Одна из усадьб М. П. Сакера «Ивановское» находилась недалеко от Александровки, справа от дороги Городец — Конезерье. От неё сохранились лишь фрагменты паркового озеленения и хозяйственной постройки.

АЛЕКСАНДРОВКА — деревня принадлежит инженер генерал-майору Михайле Сакеру, число жителей по ревизии: 55 м. п., 59 ж. п. (1838 год)

АЛЕКСАНДРОВКА — деревня господ Сакера и Бакунина, по просёлочной дороге, число дворов — 25, число душ — 77 м. п. (1856 год)

Согласно 10-й ревизии 1857 года, деревня состояла из двух частей:

1-я часть: число жителей — 24 м. п., 30 ж. п.
  
2-я часть: число жителей — 46 м. п., 63 ж. п.

АЛЕКСАНДРОВКА (ПОЛЬСКАЯ) — деревня владельческая при озере Вреве, 29 дворов, жителей 74 м. п., 80 ж. п. (1862 год)

- Деревня Александровка на карте 1863 года

Деревня входила в Георгиевской приход, затем в приход Успенской церкви села Городец. В самой деревне была часовня.
В 1864 году временнообязанные крестьяне деревни выкупили свои земельные наделы у А. Х. Брок и стали собственниками земли.
В 1868 году временнообязанные крестьяне выкупили свои земельные наделы у А. Н. Бакунина.
В 1869 году крестьяне выкупили наделы у Н. П., А. Н., М. Н. Колянковских и М. Н. Бенозе.
Согласно подворной описи Жглинского общества Городецкой волости 1882 года, деревня Александровка состояла из двух частей:
 
1) бывшее имение Бакунина, домов — 18, душевых наделов — 24, семей — 14, число жителей — 30 м. п., 32 ж. п.; разряд крестьян — собственники.
  
2) бывшее имение Колянковского, домов — 24, душевых наделов — 45, семей — 20, число жителей — 49 м. п., 52 ж. п.; разряд крестьян — собственники.
В XIX веке деревня административно относилась к Городецкой волости 2-го стана Лужского уезда Санкт-Петербургской губернии, в начале XX века — 4-го стана.
По данным «Памятной книжки Санкт-Петербургской губернии» за 1905 год деревня Александровка входила в Жглинское сельское общество.

### Советское время
- Деревня Александровка на карте 1926 года

Согласно топографической карте 1926 года деревня называлась Александровка (Польская) и насчитывала 35 дворов. В центре деревни находилась часовня.
По данным 1933 года деревня Александровка входила в состав Городецкого сельсовета Лужского района.
По данным 1966 года деревня Александровка также входила в состав Городецкого сельсовета.
По данным 1973 года деревня Александровка входила в состав Калгановского сельсовета.
По данным 1990 года деревня Александровка входила в состав Межозёрного сельсовета Лужского района.

### Российская Федерация
В 1997 году в деревне Александровка Межозёрной волости проживали 7 человек, в 2002 году — 16 человек (все русские).
В 2007 году в деревне Александровка Скребловского СП — 8 человек.

## География
Деревня расположена в южной части района к западу от автодороги 41К-252 (Киевское шоссе — Бутковичи) и к востоку от автодороги Р23 «Псков» (E 95, Санкт-Петербург — граница с Белоруссией).
Расстояние до административного центра поселения — 12 км.
Расстояние до ближайшей железнодорожной станции Луга — 21 км.
Деревня находится на западном берегу озера Врево.

## Демография
| 1862 | 1928 | 2007 | 2010 | 2017 |
| ---- | ---- | ---- | ---- | ---- |
| 154  | ↘134 | ↘8   | ↗16  | ↘7   |

## Улицы
Каштановая, Михайловская, Садовая, местечко Хуторок